# 이경자 (성우)
이경자(1950년 2월 12일 ~ )는 대한민국의 성우이다. 1968년 TBC 4기 성우로 입사했으며, 언론통폐합으로 인하여 현재는 KBS 10기로 분류된다.

## 주요 출연작품

### 애니메이션
- 꼬마기사 랑랑 (KBS) - 치크
- 날아라 태극호 (KBS)
- 바다의 소년 트리톤 (KBS) - 피피
- 우주삼총사 (KBS)
- 인어공주 나나 (KBS)
- 베르사유의 장미 (KBS) - 듀바리 부인 / 유모 할머니
- 달의 요정 세일러문 (KBS) - 베릴 여왕
- 작은 아씨들 (KBS) - 마가렛
- 이상한 나라의 폴 (KBS) - 찌찌
- 달타냥의 모험 (KBS) - 밀라디
- 천하무적 멍멍기사 (KBS) - 밀라디 / 달타냥 어머니 / 왕비
- 2020 우주의 원더키디 (KBS) - 헤라
- 어깨동무 찰리 브라운 (KBS) - 라이너스 반 펠트
- 별나라 손오공 (KBS) - 키티
- 들장미 소녀 제니 (KBS) - 제럴드 백작 부인
- 돈키호테 (KBS) - 이장 부인
- 팬텀 2040 (MBC) - 레베카
- 슈퍼맨 (SBS) - 리히터
- 명탐정 코난 (투니버스) - 장미옥
- 무지개 요정 큐티하니 (SBS) - 소네트 선생님
- 나루토 질풍전 (투니버스) - 치요
- 무적의 왕자 라이온 (KBS) - 치타라 / 스나프
- 노마는 평범해 (EBS) - 엄마
- 호야네 집 (EBS) - 해설
- 원피스 스폐셜 - 3D2y (투니버스) - 뇽 할멈

### 애니메이션 영화
- 아나스타샤 (KBS) - 여왕 마리 (앤절라 랜즈베리)
- 토이 스토리 4 - 마가렛
- 헝그리 베스트5 - 유리 엄마
- 라야와 마지막 드래곤 - 당 후, 여자 상인

### 영화

#### 전담 배우
소피아 로렌
- 로마 제국의 멸망 (KBS, SBS) - 루실라
- 소피아 로렌의 아름다운 인생 (SBS) - 로사
- 엘 시드 (KBS) - 히메나
- 카산드라 크로싱 (SBS) - 제니퍼

#### 그외
- 골치 아픈 여자 (KBS) - 바바라 스톤 (벳 미들러)
- 그레이티스트 (KBS) - 셰릴 (메리앤 우바노)
- 그녀에게 (KBS) - 발레선생(제럴딘 채플린)
- 그림 형제: 마르바덴 숲의 전설 (KBS) - 윌와 제이콥의 엄마(바바라 루케소바)
- 나일 살인사건 (97년 더빙판/KBS) - 오터벤 (앤절라 랜즈베리)
- 남과 여 (KBS)
- 투 (KBS) - 카터 (바바라 타이슨)
- 남편이 어려졌어요 (KBS)
- 내 사랑 루시 (KBS) - 루시 (프랜시스 피셔)
- 뉴욕 스토리 (KBS)
- 노틀담의 꼽추 (MBC) - 에스메랄다 (지나 롤로브리지다)
- 니키타 (SBS) - 아망드 (잔 모로)
- 닥터 T (KBS) - 케이트 (파라 포셋)
- 더 맨 (MBC) - 엘렌(테리사 라이트)
- 더 콘서트 (KBS) - 이리나 (안나 카멘코바)
- 더블 로맨스 (KBS) - 릴리 (벳 미들러)
- 더티 해리 5 - 추적자 (MBC) - 사만다 (퍼트리샤 클라크슨)
- 도니 다코 (KBS) - 써만 (캐서린 로스)
- 레이디스 앤 젠틀맨 (KBS)
- 레터스 투 줄리엣 (KBS) - 프란 (마리나 마시로니)
- 로마의 휴일 [1988년 더빙판] (KBS)
- 로마의 휴일 [1997년 더빙판] (KBS) - 베르버그(마가렛 롤링스) / 청소부 아줌마(파올라 보보니로)
- 로미오와 줄리엣 [1968년 개봉판] (KBS) - 줄리엣 어머니(에스메랄다 루스폴리)
- 로미오와 줄리엣 [1968년 개봉판] (MBC) - 유모(페트 헤이우드)
- 로미오와 줄리엣 [1996년 개봉판] (KBS) - 줄리엣 어머니 (크리스티나 피클스)
- 마지막 황제 (KBS) - 이스탄쥬 (매기 한)
- 맘보 킹 (KBS) - 란나 (캐시 모리아티)
- 맨발의 경영자 (KBS) - 델마
- 뮬란 - 중매쟁이(정패패)
- 미트 페어런츠 2 (KBS) - 로즈 (바브라 스트라이샌드)
- 바하마의 별 (KBS)
- 비버리 힐스 캅 2 (SBS) - 칼라 (브리짓 닐슨)
- 브리짓 존스의 일기 (KBS) - 브리짓의 어머니 (제마 존스)
- 사랑의 묘약 (SBS) - 베로니카 (마루 발디비엘조)
- 사랑의 스타디움 (SBS) - 뱁스 (제시카 랭)
- 삼손과 데릴라 (MBC) - 세마다르 (앤절라 랜즈베리)
- 스핏파이어 그릴 (KBS) - 해나 퍼거슨 (엘런 버스틴)
- 아가사 크리스티의 창백한 말 (KBS) - 플로랜스
- 아무르 (KBS) - 안느 (에마뉘엘 리바)
- 애꾸눈 론 선장 (KBS) - 마틴 부인 (메리 케이 플레이스)
- 오르페브르 36번가 (KBS) - 마누(말린느 드몽거트)
- 올리브 나무 사이로 (SBS) - 시바 부인 (지니메 시바)
- 전쟁과 평화 [1983년 더빙판] (KBS)
- 제이콥의 거짓말 (KBS)
- 지금은 통화중 (KBS)
- 집으로 가는 길 (KBS)
- 찢어진 커튼 (KBS)
- 챔프 (KBS)
- 매드 맥스 (MBC)
- 천국의 열쇠 (KBS) - 마리아 수녀(로즈 스트래드너) / 프란시스의 엄마(루스 닐슨)
- 카르멘 존스 (MBC) - 카르멘 (도러시 댄드리지)
- 카모메 식당 (KBS) - 리사 (타르자 마르쿠스)
- 타워링 (96년 더빙판/KBS)
- 트루 라이즈 (KBS) - 헬렌 태스커 (제이미 리 커티스)
- 파라다이스 로드 (KBS)
- 패컬티 (KBS) - 올슨 (파이퍼 로리)
- 퍼펙트 크라임 (KBS) - 로르데스의 어머니(그라시아 오라요)
- 포세이돈 어드벤처 (95년 더빙판/KBS)
- 플레전트빌 (SBS) - 베티 (조앤 앨런)
- 하이랜더 (KBS) - 브렌다 (록산느 하트)
- 홍콩 미스터리 (MBC) - 메이링 (줄리아 닉슨)
- 화성의 유령들 (KBS) - 박사 (조애나 캐시디)
- 화성인 마틴 (KBS) - 로렐라이
- OK 목장의 결투 (KBS) - 로라 덴보(론다 플레밍)

### 외화
- 남과 북 (KBS) - 버지니아(커스티 앨리)
- 어글리 베티 (KBS) - 파비아(지나 거손)
- V (KBS) - 다이아나(제인 배들러) / 파멜라(사라 더글라스) / 숀(에릭 존슨)
- 후커와 로마노 (MBC) - 스테이시(헤더 로클리어)
- 블루문 특급 (KBS)
- 불멸의 사나이 (KBS)
- 제시카의 추리극장 (MBC) - 제시카 플레처(앤절라 랜즈베리)
- 돌아온 제5전선(KBS) - 섀넌 리드 (제인 배들러)
- 회색게임(MBC) - 애니 호프먼 (퍼트리샤 클라크슨)

### 방송 (교양, 다큐멘터리)
- 명작의 고향 (MBC)

### 라디오 방송
- KBS 무대 10년(거인의 초상) (KBS 제2라디오)
- KBS 무대 10년(모차르트 듣는 여자) (KBS 제2라디오)
- KBS 무대 10년(아버지의 선물) (KBS 제2라디오)
- KBS 라디오 극장 10년(소울음) (KBS 라디오)
- 연속낭독(신현림의 희망 블루스) (KBS 제3라디오)
- 0시의 데이트 (MBC FM4U) (DJ)
- '92 신춘특집 문예 드라마 시리즈(어느 유목민) (MBC 표준FM)[1]

## 수상
- 2018년 제9회 대한민국 대중문화예술상 대통령 표창

1. ↑  출처 : 《1993년 문화방송 연지》, MBC 문화방송, 1993, 189쪽.